# Пржибрам (округ)
Пржи́брам (чеськ. Okres Příbram) — один з 12 округів Середньочеського краю Чеської Республіки. Адміністративний центр — місто Пржибрам. Площа округу — 1 562,87 км², населення становить 114 186 осіб. В окрузі налічується 121 населений пункт, у тому числі 8 міст і 1 містечко.